# Jason Witten
Pour les articles homonymes, voir Witten (homonymie).
(en) Statistiques sur pro-football-reference
Jason Witten, né le 6 mai 1982 à Elizabethton dans le Tennessee, est un joueur américain de football américain évoluant au poste de tight end en National Football League (NFL) pendant dix-sept saisons. Jouant pour les Cowboys de Dallas pour la quasi-totalité de sa carrière, il est deuxième derrière Tony Gonzalez en termes de réceptions et de yards en carrière pour un tight end.
Ayant participé à dix Pro Bowl (2004, 2005, 2006, 2007, 2008, 2009, 2010, 2012, 2013 et 2014), Witten est connu pour sa dureté et sa longévité dans la NFL.
Après quinze saisons chez les Cowboys, il se retire du football américain après la saison 2017. Mais il sort de la retraite et s'engage à nouveau chez les Cowboys pour la saison 2019. Il passe la prochaine saison chez les Raiders de Las Vegas en 2020 avant de se retirer à nouveau en janvier 2021.

## Biographie

### Carrière universitaire
Étudiant à l'université du Tennessee, il joue pour les Volunteers du Tennessee. Il s'engage en tant que defensive end pour l'université et est déplacé au poste de tight end pour compenser les multiples blessures de l'effectif. Utilisé d'abord comme bloqueur, il marque deux touchdowns lors de sa deuxième saison universitaire. La saison suivante, il bat les records de réceptions et de yards de l'université à son nouveau poste. Il obtient de nombreuses récompenses et décide de se présenter à la draft.

### Carrière professionnelle
Sélectionné en 2003 à la 69e place au troisième tour par les Cowboys de Dallas, Jason Witten a 20 ans lorsqu'il débute dans la National Football League. Il effectue des débuts prometteurs en inscrivant un touchdown lors de sa première saison dans la ligue. Il montre également une certaine force en ne manquant d'une seule rencontre après avoir eu la mâchoire cassée. Entraîné par Bill Parcells, Witten progresse à la réception de par son éthique de travail.
Pour sa deuxième année avec les professionnels, en 2004, Witten bat le record de l'histoire des Cowboys avec 87 réceptions dans la saison. Il est sélectionné pour la première fois de sa carrière au Pro Bowl.
En 2005 et 2006, Witten poursuit sur sa lancée, enregistrant 757 et 754 yards et deux nouvelles sélections au Pro Bowl. Cadre de l'effectif des Cowboys, il signe un nouveau contrat de six saisons avec la franchise pour un total de 29 millions de dollars, dont 12 millions garantis.
Lors de la saison 2012, Witten bat le record du nombre de passes attrapées en une saison pour un tight end avec 110. Le record était détenu par Tony Gonzalez. Ce record est battu par Zach Ertz lors de la saison 2018.
Il annonce sa retraite sportive le 3 mai 2018 après 15 saisons avec les Cowboys et devient analyste pour le programme Monday Night Football sur ESPN.
Le 28 février 2019, il sort de sa retraite en retournant avec les Cowboys via un contrat d'un an.
Le 17 mars 2020, Witten signe un contrat d'un an d'un montant de 4,75 millions de dollars avec les Raiders de Las Vegas.
Le 27 janvier 2021, il signe un contrat d'un jour avec les Cowboys et prend sa retraite définitive de la NFL.

## Statistiques
| Année              | Équipe               | MJ                 |       | Passes réceptionnées | Passes réceptionnées | Passes réceptionnées | Passes réceptionnées |       | Courses | Courses | Courses | Courses |  | Fumbles | Fumbles |
| Année              | Équipe               | MJ                 | Nb.   | Yards                | Moy.                 | TD                   | Nb.                  | Yards | Moy.    | TD      | Nb.     | Perdus  |  |         |         |
| 2003               | Cowboys de Dallas    | 15                 | 35    | 347                  | 9,9                  | 1                    | -                    | -     | -       | -       | 0       | 0       |  |         |         |
| 2004               | Cowboys de Dallas    | 16                 | 87    | 980                  | 11,3                 | 6                    | -                    | -     | -       | -       | 2       | 1       |  |         |         |
| 2005               | Cowboys de Dallas    | 16                 | 66    | 757                  | 11,5                 | 6                    | -                    | -     | -       | -       | 0       | 0       |  |         |         |
| 2006               | Cowboys de Dallas    | 16                 | 64    | 754                  | 11,8                 | 1                    | -                    | -     | -       | -       | 0       | 0       |  |         |         |
| 2007               | Cowboys de Dallas    | 16                 | 96    | 1 145                | 11,9                 | 7                    | -                    | -     | -       | -       | 1       | 1       |  |         |         |
| 2008               | Cowboys de Dallas    | 16                 | 81    | 952                  | 11,8                 | 4                    | -                    | -     | -       | -       | 0       | 0       |  |         |         |
| 2009               | Cowboys de Dallas    | 16                 | 94    | 1 030                | 11                   | 2                    | -                    | -     | -       | -       | 0       | 0       |  |         |         |
| 2010               | Cowboys de Dallas    | 16                 | 94    | 1 002                | 10,7                 | 9                    | -                    | -     | -       | -       | 1       | 1       |  |         |         |
| 2011               | Cowboys de Dallas    | 16                 | 79    | 942                  | 11,9                 | 5                    | -                    | -     | -       | -       | 1       | 0       |  |         |         |
| 2012               | Cowboys de Dallas    | 16                 | 110   | 1 039                | 9,4                  | 3                    | -                    | -     | -       | -       | 0       | 0       |  |         |         |
| 2013               | Cowboys de Dallas    | 16                 | 73    | 851                  | 11,7                 | 8                    | -                    | -     | -       | -       | 0       | 0       |  |         |         |
| 2014               | Cowboys de Dallas    | 16                 | 64    | 703                  | 11                   | 5                    | -                    | -     | -       | -       | 0       | 0       |  |         |         |
| 2015               | Cowboys de Dallas    | 16                 | 77    | 713                  | 9,3                  | 3                    | -                    | -     | -       | -       | 1       | 1       |  |         |         |
| 2016               | Cowboys de Dallas    | 16                 | 69    | 673                  | 9,8                  | 3                    | -                    | -     | -       | -       | 1       | 1       |  |         |         |
| 2017               | Cowboys de Dallas    | 16                 | 63    | 560                  | 8,9                  | 5                    | -                    | -     | -       | -       | 2       | 0       |  |         |         |
|                    |                      |                    |       |                      |                      |                      |                      |       |         |         |         |         |  |         |         |
| 2019               | Cowboys de Dallas    | 16                 | 63    | 529                  | 8,4                  | 4                    | -                    | -     | -       | -       | 1       | 1       |  |         |         |
| 2020               | Raiders de Las Vegas | 16                 | 13    | 69                   | 5,3                  | 2                    | -                    | -     | -       | -       | 1       | 1       |  |         |         |
| Totaux en carrière | Totaux en carrière   | Totaux en carrière | 1 228 | 13 046               | 10,6                 | 74                   | -                    | -     | -       | -       | 9       | 7       |  |         |         |

## Carrière d'entraîneur
Le 1er février 2021, Witten est engagé comme le nouvel entraîneur principal à Liberty Christian School.